# Miroslav Kupec
Miroslav Kupec (* 28. srpna 1959) je český manažer, od září 2018 do června 2019 byl generálním ředitelem a předsedou představenstva Českých drah.
V roce 2023 byl zástupcem polského výrobce kolejových vozidel PESA Bydgoszcz.

## Život
Absolvoval Fakultu strojní Českého vysokého učení technického v Praze, kde získal titul Ing. Následně v roce 1983 nastoupil do Poldi Kladno, kde po dvouleté praxi začal pracovat jako vedoucí provozu. V roce 1990 vyhrál výběrové řízení na pozici generálního ředitele ČKD Slaný, později působil ve společnosti F. X. Meiller Slaný. Od roku 2001 vykonával funkce předsedy představenstva a generálního ředitele firmy Škoda Machine Tool v Plzni a Škoda Vagonka. Od roku 2009 pracoval jako poradce.
V roce 2013 nastoupil do společnosti ČD Cargo jako ředitel opravárenství. Od počátku roku 2014 až do prosince 2016 pracoval ve funkci vrchního přednosty Depa kolejových vozidel Praha. V prosinci 2016 byl zvolen členem představenstva Českých drah. V představenstvu byl odpovědný za správu majetku a servis železniční techniky.
Dne 11. září 2018 odvolala dozorčí rada generálního ředitele a předsedu představenstva Českých drah Pavla Krtka, přičemž Kupec byl ten stejný den zvolen jeho nástupcem. Ve funkci skončil již po devíti měsících, a to v červnu 2019. Důvodem pro odvolání byla dle slov mluvčího ČD „ztráta důvěry založená na režimových informacích bezpečnostních složek, z nichž některé již byly předány orgánům činným v trestním řízení“. Později vyšlo najevo, že Miroslava Kupce vyšetřovali detektivové z Národní centrály proti organizovanému zločinu, kteří získali důkazy, že si Kupec nechal zaplatit letenky na dovolenou a k tomu automobil Porsche. Zaplatila mu je firma TRATEC-CS, jejímž majitelem je Jan Lemfeld, která dostala od Českých drah zakázku na modernizaci souprav Pendolino za čtvrt miliardy. Vyšetřování bylo odloženo, protože nebylo možné prokázat, že se skutečně jednalo o úplatek. Dle svědků, včetně tehdejšího ředitele DPOV, a.s. Romana Kotta, měli Kupec a Lemfeld vyvíjet během schůzek nátlak na manažery firmy DPOV – dceřiné firmy Českých drah, aby čtvrtmiliardovou subdodávku zadali bez soutěže Lemfeldově firmě Tratec-CS.
Miroslav Kupec pak přešel do RentRail – firmy stoprocentně vlastněné firmou Tratec-CS. Od ledna 2020 na několik měsíců nastoupil na pozici technického ředitele u společnosti RegioJet Radima Jančury. Poté byl zástupcem polské firmy PESA Bydgoszcz vyrábějící kolejová vozidla.
Miroslav Kupec žije v obci Horní Bezděkov na Kladensku.